# Nuestra Señora del Rosario (nau)

A Nuestra Señora del Rosario foi uma nau espanhola que naufragou a 7 de dezembro de 1589 devido a um temporal em Tróia. Cerca de metade das 240 pessoas que seguiam a bordo se afogaram no naufrágio. O navio regressava do Novo Mundo que tinha como destino Castela. O comandante da nau espanhola era Juan de Correa. O navio fazia parte da frota de Alvaro Flores de Quinones.  .  